# Грушецкий, Вячеслав Петрович
Вячеслав Петрович Грушецкий (1859 — 4 ноября 1924, Тула) — дворянин, инициатор создания Ваныкинской больницы и первый её главврач, врач семьи графа Л. Н. Толстого.

## Биография
В 1883-90 годы Грушецкий Вячеслав Петрович работал в Новосильском уезде Тульской губернии участковым врачом, будучи принятым в 1883 году в возрасте 24 лет после окончания курс медицинских наук в выстроенную недавно князем Голицыным Александровскую больницу в Новосилье. Через пять лет он становится заведующим Новосильской городской земской больницей, практикующим городовым и земским врачом.
Во время голода в 1892 г., когда сыпной тиф в Новосили принял характер эпидемии, земство открыло тифозное отделение, которым заведовал Вячеслав Петрович. При его непосредственном участии при тифозном отделении был устроен приют для выздоравливающих больных. В 1892 г. В. П. Грушецкий был делегатом съезда врачей в Петербурге, принимавших участие в борьбе с холерой.
В 1894 году Грушецкий был в чине надворного советника (а также был городовым врачом). В 1903 году Собрание Новосильского земства выразило бывшему земскому врачу Вячеславу Петровичу Грушецкому благодарность за его двадцатилетнюю полезную деятельность на поприще здравоохранения и присвоило одной из коек новой больницы имя В. П. Грушецкого.
В 1904 году Грушецкого перевели в Тулу (где он становится врачом Ваныкинской больницы). Во время строительства Ваныкинской больницы принимал активное участие в административных вопросах — был членом комиссии и ездил для консультаций в Москву. В больнице впервые в Туле была введена система очистки нечистот. И именно Грушецкий по поручению Управы ездил в Москву, по вопросу установки системы, где его принял профессор гигиены Московского университета Сергей Фёдорович Бубнов (ведущий специалист России того времени по вопросам санитарного благоустройства городов и водоснабжения). По открытии Ваныкинской больницы возглавил её, став первым её главврачом. Работая в больнице жил с семьей в здании больницы в парке (потом семья жили на Гоголевской,63).
В одноэтажном корпусе заразного отделения и терапевтическом корпусе больницы, по просьбе главного врача больницы Вячеслава Петровича Грушецкого отвели специальные палаты для хирургических операций. Грушецкий считал:

Хотя Ваныкинская больница и не имеет специального хирургического отделения, в жизни больницы всегда могут возникнуть случаи, когда представится необходимость производства не особенно сложной операции и не специалистом хирургом, но иногда может потребоваться и участие хирурга-консультанта

Во время Первой мировой войны при Ваныкинской больнице открылся лазарет для раненых воинов. Именно в этот лазаретдоставлялись самые тяжелые терапевтические и хирургические больные, поступавшие в эшелонах в сортировочный госпиталь на Курском вокзале Тулы. Супруга Грушецкого, Мария Ивановна Добрынина, была Попечительницей лазарета (то есть человеком, отвечавшим за финансово-хозяйственную жизнь госпиталя).
Кроме того В. П. Грушецкий был врачом семьи графа Л. Н. Толстого, и, кроме того, что был знакомым писателя, так же был и его корреспондентом. Лев Николаевич Толстой так же упоминал его и в своих письмах. В дневниковых записях Толстого и его библиографов неоднократно упоминается врачи Ваныкинской больницы Вячеслав Петрович Грушецкий. Его с Толстым познакомил супруг старшей дочери писателя Татьяны — новосильский помещик Михаил Сергеевич Сухотин. Грушецкий бывал в имении Сухотина в Кочетах (Залегощенский район), где тот проживал с Татьяной Толстой, и неоднократно лечил, когда работал земским врачом Новосильского уезда. С Сухотиным Грушецкий заезжал к Толстым как гость, и гораздо чаще как доктор. В дневниках Толстого есть, кроме многих записей, упоминающих о Грушецком (чаще, как о лечащем его докторе, и докторе его семьи) также запись от 9 января 1906 года:

Николай Леонидович Оболенский возвратился из Тульского дворянского съезда, рассказал про 15-летнюю дочь Грушецкого, революционерку, которая ужасалась, что Аля Сухотин не принадлежит ни к какой партии

В 1917 году В. П. Грушецкий числился председателем Правления общества тульских врачей, а также состоял и членом Благородного собрания.
Похоронен Вячеслав Петрович Грушецкий в Туле на Всехсвятском кладбище, на семейном участке.

## Память
В 1903 году, за многолетнюю безупречную и полезную деятельность на поприще здравоохранения, Новосильское уездное земское собрание отблагодарило Вячеслава Петровича и постановило присвоить одной из коек земской больницы имя В. П. Грушецкого, что в дореволюционной России считались едва ли не высшим признанием заслуг врача.
К 100-летию Ваныкинской больницы вышла книга тульского историка и журналиста Ирины Парамоновой по истории больницы. В ней есть и информация и про В. П. Грушецкого, его фотография, подписанные им документы, сведения о контактах с Л. Н. Толстым. Так же о В. П. Грушецком написаны статьи тульским краеведом С.Рассадневым.

## Семья
- Жена — Мария Ивановна Добрынина — из дворянского рода Добрыниных. Училась в Смольном институте благородных девиц. У прадеда были имения на Оке.
- Сын — Борис Вячеславович Грушецкий (1897, Тула — 1960, Тула) — юрист, директор Тульского драмтеатра, который раньше находился на углу Коммунаров и Гоголевской. Его дочь — Тамара Борисовна Грушецкая (12 июля 1921, Тула — 13 июля 2008, Минск), внучка — заслуженный деятель культуры Республики Беларусь Вера Савина (Матраева)[9].
- Дочь — Вера Вячеславовна Грушецкая (род. ок. 1890 г.)[10]. В замужестве за Марком Зоно; от брака сын Всеволод и дочь Лидия.
- Дочь — Татьяна Вячеславовна Грушецкая. В замужестве Грушецкая-Лагутина. Работала врачом в Малом театре, есть в книге «Вся Тула», 1926 г.[5]. Дочь Нина Ивановна Лагутина, внучка Татьяна Виноградова.